# Шахта имени В. И. Ленина (Междуреченск)
Шахта имени В. И. Ленина — угледобывающее предприятие расположенное в Кемеровской области в городе Междуреченске.

## История строительства
В 1945 году началась промышленная разведка и был составлен полный портрет всех пластов будущей шахты, которая первоначально имела название «Томусинская 1—2». В 1947 году геологи передали институту «Сибгипрошахт» материалы четырех участков Ольжерасского месторождения для проектирования. 20 июня принято решение о составлении комплексного проекта развития нового угольного района, председателем комиссии был назначен Н. А. Чинакал. Проект шахты был утверждён 30 августа 1948 года Министерством угольной промышленности СССР.
Подготовкой к строительству шахты и поселка Ольжерас в качестве главного инженера руководил лауреат Государственной премии СССР А. Г. Танкелевич. Первую проходческую бригаду возглавил А. Ф. Бекетов, который в будущем стал Героем Социалистического Труда. Основные работы развернулись на горизонте + 345. На первых этапах стройки дорога материалы доставлялись на лошадях. Позже забои оснастили погрузочными машинами, конвейерами, аккумуляторными электровозами. Скорость проходки угольных штреков достигала 180 метров в месяц.
В 1952 году в сопровождении Л. Д. Шевякова строительство шахты посетил министр угольной промышленности СССР А. Ф. Засядько.

## Первые годы эксплуатации
В начале июля 1953 года в лаве № 1 третьего пласта была скомплектована первая очистная бригада, а 19 июля прогремели первые взрывы в забое и выдан первый уголь. 30 октября 1953 Государственная комиссия подписала акт о приемке в эксплуатацию шахты «Томусинская 1—2» мощностью 2,4 миллиона тонн угля в год. На период освоения шахты был установлен план 1500 тонн в сутки.

Отбойку угля в первых забоях производили с помощью комбайнов «Донбасс» и взрывчатых веществ. Отбитый уголь навалоотбойщики перемещали лопатами на конвейер. После завершения цикла конвейер передвигали вплотную к груди забоя и следом ставили стойки с перетяжкой кровли. Крепили лаву с помощью органной крепи, которая представляла из себя сплошную стену из вертикальных деревянных стоек вдоль забоя с окнами для прохода посадчиков. 

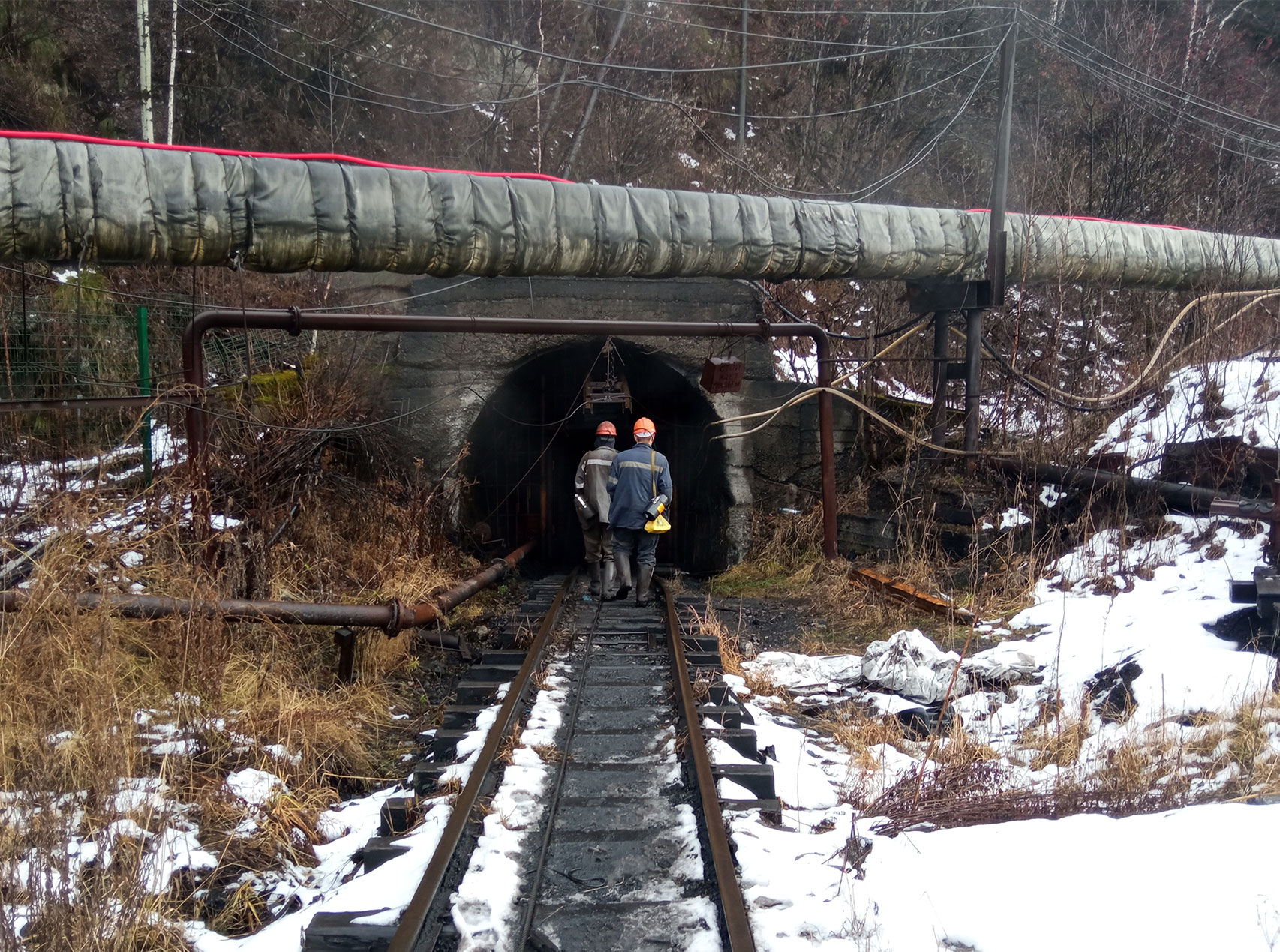
Пласт № 3 в 2022 году

Воспоминания первого управляющего трестом «Томусауголь» и будущего директора ВостНИИ В. С. Евсеева об этом периоде:
Шахтёры Томусинского рудника стали пионерами в отработке мощных пологих пластов. Трудно давался уголь, каждые сутки случалось на шахте  6—7 завалов, командному составу редко приходилось спать спокойно. Эти трудности заставили нас искать новые способы добычи угля, что в конце концов привело к победе...
Для нужд забоя в шахту поступало по 250—300 м² лесоматериалов ежесуточно. Древесину сплавляли по берегам Усы и Ольжераса. Ежедневной заготовкой, доставкой и переработкой древесины занималось около 300 человек.

## Крепь Томусинская Универсальная
С 1955 по 1962 год добыча угля выросла в семь, а производительность труда в 5 раз. К 1962 году «Томусинская 1—2» достигла проектной мощности в 2,4 миллиона тонн угля в год. Выход на проектную мощность во многом стал возможен благодаря изобретению в 1959 году инженерами В. С. Евсеевым и В. Ф. Крыловым для отработки пологих пластов «Крепи Томусинской Универсальной», которая стала прообразом современных механизированных крепей. Внедрение КТУ позволило обезопасить труд шахтеров и повысить производительность труда.
С 1 октября по 1 ноября 1967 году бригада А. П. Земцова используя щит КТУ-3М за 31 рабочий день выдала на гора 61 722 тонн угля, что было почти в 2 раза выше нормы. При этом был установлен всесоюзный рекорд месячной добычи. Годом ранее  Указом Президиума Верховного Совета СССР от 29 июня 1966 года  А. П. Земцову было присвоено звание Герой Социалистического Труда.
К концу шестидесятых на шахте трудилось около 5000 человек, а количество забоев достигало 26. Длина горных выработок достигала 120 километров. В семидесятые годы ежегодная угледобыча достигала 3-х миллионов тонн. Схожих результатов в Кузбассе добивалась лишь одна шахта — имени Кирова (Ленинск-Кузнецкий).
В апреле 1970 года за достижение больших успехов в социалистическом соревновании в честь 100-летия со дня рождения В. И. Ленина шахте присвоено его имя.
В марте 1975 года бригадиру очистной бригады  А. П. Грачеву за выдающиеся успехи в выполнении девятого пятилетнего плана было присвоено звание Героя Социалистического Труда с вручением золотой звезды и второго ордена Ленина.

## Реконструкция
В начале десятой пятилетки Кузбасс посетил министр угольной промышленности Б. Ф. Братченко. К этому времени легкодоступные запасы угля на шахте были почти исчерпаны. Институтом «Сибгипрошахт» был разработан проект предусматривающий проходку вертикального ствола до ± 0, развитие выработок главнейшего направления на нулевом горизонте, проходку трёх наклонных стволов по шестому пласту — конвейерный, путевой, для перевозки людей. 
В январе 1979 года директором стал М. И. Найдов. Чтобы выполнять ежегодный план не дожидаясь окончания реконструкции новый директор  предложил комплекс мер. Сюда входили увеличение сечения выработок, замена скребковых конвейеров ленточными, более активное использование открытых работ. Теперь основной профессией теперь на шахте стал не ГРОЗ, а проходчик. Подготовка запасов на новом горизонте с помощью прохождения уклонов, которые проходили с помощью скоростной проходки. 
Бригада А. Ф. Попова трижды проходила  более 1000 метров в месяц: в сентябре 1980 года пройдено 1000 метров, в декабре 1981 года 1205 метров, а в декабре 1982 года был установлен рекорд среди шахт Кузбасса — 1502 метра в месяц. За полный 1982 год было пройдено 5222 метров горных выработок. Немного меньший план выполнил коллектив В. Г. Манкова — 4437.
К середине 80-х шахта вышла в лидеры и стала одной из передовых. Шахта была участницей ВДНХ и за выдающиеся достижения по подготовке очистного фронта занесена на доску Почета выставки. В 1986 году по итогам одиннадцатой пятилетки стала единственной из шахт в СССР удостоенной орденом Ленина. Государственными наградами были отмечены 36 работников.

## Продовольственная программа
Шахта участвовала в выполнении продовольственной программы. Было построено 4 теплицы и оборудована штольня для выращивания шампиньонов. Также был выделен участок в 3,5 тысячи гектаров в долине реки Тутуяс, где началось строительство комплекса на 1200 голов крупного рогатого скота. Построены склады для картофеля, овощей и фруктов. С трех пасек на 300 пчелосемей поступало на продажу по 10—12 тонн мёда.

## Постсоветский период
Решением комитета по управлению государственным имуществом Администрации Кемеровской области от 25.08.1993 года государственная шахта преобразована в акционерное общество открытого типа (АООТ) «Шахта им. В.И. Ленина» (свидетельство о государственной регистрации № 055 от 16.09.1993).
С 03.10.2006 ОАО реорганизовано в форме присоединения к ОАО Угольная компания «Южный Кузбасс».

## Происшествия

### Взрыв патрона
8 января 2007 года в путевом магистральном штреке во время разборки породы отбойным молотком под приямок стойки крепи произошёл взрыв патрона АП-5ЖВ в стакане шпура. Были травмированы три проходчика. Один — смертельно, два тяжело. Работы выполнялись горняками участка №5 Междуреченского шахтопроходческого управления ООО «Сибшахторудстрой».

### Обрушение выработки
30 мая 2008 года в монтажной камере лавы 0-5-2-9(в) произошло внезапное обрушение крепи, угля и породы во время монтажа 26 секции механической крепи. На момент обрушения на аварийном участке находились 17 человек. Самостоятельно вышли на поверхность 11 человек,  а шестеро оказались под завалом протяжённостью 22 метра. В ходе спасательных работ удалось извлечь одного горняка живым, остальные 5 горняков обнаружены мёртвыми.

### Вспышка метана
29 июля 2008 года в лаве 0-6-1-13 на участке №8 произошла вспышка метана. Взрыва метана и угольной пыли не было. Находящиеся в эпицентре события горняки включились в самоспасатель в вышли к клетьевому стволу, были доставлены на поверхность, где им была оказана первая медицинская помощь работниками Скорой помощи и ВГСЧ. Пострадавшие горняки были отправлены в медицинские учреждения Междуреченска и Ленинск-Кузнецка. В результате происшедшего было травмировано 17 человек, из них 6 человек отнесены к тяжелой категории, к категории легких 11 человек.
В ходе тотальной проверки всех угольных шахт Кузбасса с 23 по 25 июня на шахте было выявлено 43 нарушения, касающихся электробезопасности. По словам помощника руководителя управления Ростехнадзора по Сибирскому федеральному округу последствия аварии могли быть серьезней, если бы представители шахты не устранили выявленные ранее нарушения норм промышленной безопасности.

## Интересные факты
Существовал проект предусматривающий реконструкцию и объединение шахт «имени В. И. Ленина», «имени Л. Д. Шевякова» и «Усинской» для создания предприятия с мощностью 12 миллионов тонн угля в год или 40 000 тонн в сутки. 
В советский период шахту посещали делегации из Англии, Японии, Австрии, Франции, Венгрии. Коллектив шахты соревновался с коллективом шахты имени Народной Армии Карвинского угольного бассейна из Чехословакии, а также с шахтой имени В. И. Ленина в Польше.  
Свой трудовой путь на шахте начал будущий мэр Междуреченска С. Ф. Щербаков. 